# José García Griñán
José García Griñán (Rafal, 6 de diciembre de 1927-Rafal, 17 de febrero de 1999). Fue el 18.º alcalde del municipio de Rafal (provincia de Alicante) y el 9.º durante el Franquismo. Durante su alcaldía aconteció la Transición Española.

## Alcaldía en el periodo de 1971-1975
José García era hermano del escritor Antonio García Griñán fallecido en verano de 2010. Inició su andadura en el ayuntamiento allá por el año 1966 como concejal en tiempos del alcalde Francisco Murcia Gómez.
En 1972 fue llamado por el gobernador de Alicante para sustituir a Francisco Murcia, siendo nombrado alcalde de Rafal a la edad de 44 años.
Ya como alcalde, centró sus esfuerzos en sanear económicamente al consistorio, el cual durante las anteriores alcaldías había venido acumulando un déficid cada vez más insalvable, en parte por la baja recaudación de la época sumado al exceso de gasto público. Aunque logró su primordial objetivo al mejorar la situación financiera del ayuntamiento, no ejecutó obras públicas, por lo que fue un alcalde pasivo en este sentido.
Estando en el cargo falleció Franco y se instauró la democracia mediante el proceso político conocido como la transición española.

## Segundo periodo en el ayuntamiento (1975-1979)
Con la muerte de Franco y tras dar inicio la transición española, José García se convirtió en un alcalde transitorio a la espera de la celebración de las primeras elecciones municipales de la democracia, cuya fecha fue fijada finalmente para el 3 de abril de 1979.
Tras la legalización de los partidos políticos se fundaron en Rafal las sedes locales de UCD, PSOE y PCE. Varios años después, José García fundó la sede local de AP, de la cual pasó a ser su presidente. Debido a que la fundación de su partido fue posterior a la celebración de las elecciones de 1979, AP no participó en estos primeros comicios.
Concurrió a las elecciones de 1983 como candidato de AP, siendo su partido el segundo en votos por detrás del PSOE y por delante del PC], obteniendo en esas elecciones un resultado de un 42,3% de los votos. Durante esta legislatura (1983-1987) fue concejal y líder de la oposición. Después abandonó la política y la presidencia de su partido.

## Cambio de régimen
Con el final de su alcaldía se cerró una época, aquella en la que los alcaldes eran nombrados por el gobernador. Hasta aquel momento, ese había sido el caso de todos los alcaldes de Rafal que habían ostentado el cargo, con la excepción de Antonio Vázquez Baeza, que a pesar de que en un principio lo nombró el gobernador de Alicante, más tarde fue refrendado por las urnas en las elecciones de 1931.
| Predecesor: Francisco Murcia Gómez | Alcalde de Rafal 1971–1979 | Sucesor: Gaspar Torres Gilabert |

- Datos: Q5792581